# Stade Pirae
Stade Pirae – wielofunkcyjny stadion w Pirae na Tahiti w Polinezji Francuskiej. Odbywają się na nim głównie mecze piłki nożnej oraz zawody lekkoatletyczne.